# Barbent salangan
Barbent salangan (Aerodramus nuditarsus) är en fågel i familjen seglare.

## Utbredning och systematik
Fågelns utbredningsområde är i bergsområden på centrala och östra Nya Guinea. Den behandlas som monotypisk, det vill säga att den inte delas in i några underarter.

## Status
IUCN kategoriserar den som livskraftig.